# برونینگ (میزوری)
برونینگ (به انگلیسی: Browning) یک شهر در ایالات متحده آمریکا است که در میزوری واقع شده‌است. برونینگ ۱٫۳۵ کیلومتر مربع مساحت و ۲۶۵ نفر جمعیت دارد و ۲۳۱ متر بالاتر از سطح دریا قرار دارد.